# James Stopford, III conte di Courtown
James George Stopford, III conte di Courtown (Londra, 15 agosto 1765 – Windsor, 15 giugno 1835), è stato un politico irlandese.

## Biografia
Era il figlio di James Stopford, II conte di Courtown, e di sua moglie, Mary Powys. Frequentò l'Eton College e successivamente servì nel Coldstream Guards, raggiungendo il grado di capitano. Rappresentò Great Bedwyn nella camera dei comuni (1790-1796 e 1806-1807), anche Lanark (1796-1802), Dumfries (1803-1806) e Marlborough (1807-1810). Nel 1793 successe al padre come Treasurer of the Household. Nel 1810 successe al padre nella contea. Ricoprì la carica di Captain of the Honourable Band of Gentlemen Pensioners durante il governo di Robert Jenkinson, II conte di Liverpool (1812-1827) e come capitano del Yeomen of the Guard (1835) durante il governo di Robert Peel. Nel 1973 divenne un membro del Consiglio privato.
Nel 1791 sposò Lady Mary Scott (21 maggio 1769-21 aprile 1823), figlia di Henry Scott, III duca di Buccleuch. Ebbero sette figli:
- George Henry James Stopford (1791-1792);
- Charles Stopford (1792-1794);
- James Stopford, IV conte di Courtown (27 marzo 1794-20 novembre 1858);
- Edward Stopford (1795-5 luglio 1840), sposò Horatia Charlotte Lockwood, ebbero tre figli;
- Henry Scott Stopford (?-28 ottobre 1881), sposò Annette Browne, non ebbero figli;
- Montagu Stopford (1798–1864), sposò in prime nozze Cordelia Winifreda Whitmore, ebbero quattro figli, e in seconde nozze Lucy Cay, ebbero tre figli;
- Lady Jane Stopford (?-28 dicembre 1873), sposò Abel John Ram, ebbero cinque figli.

Morì il 15 giugno 1835 a Windsor.